# Acatlán (Veracruz)
Acatlán es una localidad mexicana del estado de Veracruz de Ignacio de la Llave, se ubica en la región centro área montañosa del estado, siendo cabecera del municipio del mismo nombre.
Acatlán; viene del náhuatt, prefijo acatl=caña o carrizo, sufijo tlantli= entre, alrededor de, sobre o abundante, "lugar entre caña o carrizos". Su fundación no se sabe con exactitud, pero se tiene registro desde la época prehispánica y se dice que en tiempos de Moctezuma tenía gente de guarnición y armas. En la colonia estuvo bajo la encomienda de Martín de Mafra.

## Clima
| Parámetros climáticos promedio de Acatlán   | Parámetros climáticos promedio de Acatlán | Parámetros climáticos promedio de Acatlán | Parámetros climáticos promedio de Acatlán | Parámetros climáticos promedio de Acatlán | Parámetros climáticos promedio de Acatlán | Parámetros climáticos promedio de Acatlán | Parámetros climáticos promedio de Acatlán | Parámetros climáticos promedio de Acatlán | Parámetros climáticos promedio de Acatlán | Parámetros climáticos promedio de Acatlán | Parámetros climáticos promedio de Acatlán | Parámetros climáticos promedio de Acatlán | Parámetros climáticos promedio de Acatlán |
| Mes                                         | Ene.                                      | Feb.                                      | Mar.                                      | Abr.                                      | May.                                      | Jun.                                      | Jul.                                      | Ago.                                      | Sep.                                      | Oct.                                      | Nov.                                      | Dic.                                      | Anual                                     |
| ------------------------------------------- | ----------------------------------------- | ----------------------------------------- | ----------------------------------------- | ----------------------------------------- | ----------------------------------------- | ----------------------------------------- | ----------------------------------------- | ----------------------------------------- | ----------------------------------------- | ----------------------------------------- | ----------------------------------------- | ----------------------------------------- | ----------------------------------------- |
| Temp. máx. abs. (°C)                        | 29                                        | 32                                        | 31                                        | 33                                        | 33                                        | 33                                        | 33                                        | 26                                        | 27                                        | 27                                        | 28                                        | 31                                        | 33                                        |
| Temp. máx. media (°C)                       | 17.3                                      | 18.3                                      | 20                                        | 22.4                                      | 23.3                                      | 22.2                                      | 21                                        | 21.4                                      | 20.6                                      | 19.7                                      | 18.9                                      | 17.7                                      | 20.2                                      |
| Temp. media (°C)                            | 12.2                                      | 13.1                                      | 14.7                                      | 16.7                                      | 17.9                                      | 17.3                                      | 16.2                                      | 16.5                                      | 16.2                                      | 15.2                                      | 14.1                                      | 12.9                                      | 15.3                                      |
| Temp. mín. media (°C)                       | 7.2                                       | 7.9                                       | 9.4                                       | 11.1                                      | 12.4                                      | 12.5                                      | 11.5                                      | 11.5                                      | 11.9                                      | 10.7                                      | 9.4                                       | 8.1                                       | 10.3                                      |
| Temp. mín. abs. (°C)                        | ---                                       | -1                                        | -1                                        | 2                                         | 6                                         | 1.2                                       | 4                                         | 3                                         | 4                                         | 3                                         | 1                                         | -3                                        | -3                                        |
| Precipitación total (mm)                    | 51                                        | 47                                        | 37                                        | 52                                        | 77                                        | 218                                       | 225                                       | 222                                       | 246                                       | 152                                       | 76                                        | 50                                        | 1453                                      |
| Días de lluvias (≥ 1 mm)                    | 10.4                                      | 9.3                                       | 8.6                                       | 8                                         | 9.3                                       | 16.3                                      | 16.4                                      | 17.6                                      | 18.1                                      | 13.4                                      | 10.9                                      | 10.7                                      | 149                                       |
| Horas de sol                                | 11.5                                      | 11.9                                      | 12.4                                      | 13                                        | 13.5                                      | 13.7                                      | 13.6                                      | 13.1                                      | 12.6                                      | 12                                        | 11.6                                      | 11.4                                      | 12.5                                      |
| Fuente: Weatherbase 28 de diciembre de 2023 |                                           |                                           |                                           |                                           |                                           |                                           |                                           |                                           |                                           |                                           |                                           |                                           |                                           |